# Tĩnh Vũ
Tĩnh Vũ (chữ Hán giản thể: 靖宇县) là một huyện ở địa cấp thị Bạch Sơn, tỉnh Cát Lâm, Cộng hòa Nhân dân Trung Hoa. Huyện này có diện tích 3094 ki-lô-mét vuông, dân số 140.000 người. Mã số bưu chính là 135300. Chính quyền huyện Tĩnh Vũ đóng ở trấn Tĩnh Vũ. Về mặt hành chính, huyện này được chia thành 7 trấn, 5 hương.
- Trấn: Tĩnh Vũ, Tam Đạo Hồ, Hoa Viên Khẩu, Tứ Nam Xá, Long Tuyền, Na Nhĩ Hoanh, Cảnh Sơn.
- Hương: Du Thụ Xuyên, Yên Bình, Đông Hưng, Xích Tùng, Mông Giang.

## Khí hậu
| Dữ liệu khí hậu của Tĩnh Vũ, elevation 570 m (1.870 ft), (1991–2020 normals, extremes 1971–2010) | Dữ liệu khí hậu của Tĩnh Vũ, elevation 570 m (1.870 ft), (1991–2020 normals, extremes 1971–2010) | Dữ liệu khí hậu của Tĩnh Vũ, elevation 570 m (1.870 ft), (1991–2020 normals, extremes 1971–2010) | Dữ liệu khí hậu của Tĩnh Vũ, elevation 570 m (1.870 ft), (1991–2020 normals, extremes 1971–2010) | Dữ liệu khí hậu của Tĩnh Vũ, elevation 570 m (1.870 ft), (1991–2020 normals, extremes 1971–2010) | Dữ liệu khí hậu của Tĩnh Vũ, elevation 570 m (1.870 ft), (1991–2020 normals, extremes 1971–2010) | Dữ liệu khí hậu của Tĩnh Vũ, elevation 570 m (1.870 ft), (1991–2020 normals, extremes 1971–2010) | Dữ liệu khí hậu của Tĩnh Vũ, elevation 570 m (1.870 ft), (1991–2020 normals, extremes 1971–2010) | Dữ liệu khí hậu của Tĩnh Vũ, elevation 570 m (1.870 ft), (1991–2020 normals, extremes 1971–2010) | Dữ liệu khí hậu của Tĩnh Vũ, elevation 570 m (1.870 ft), (1991–2020 normals, extremes 1971–2010) | Dữ liệu khí hậu của Tĩnh Vũ, elevation 570 m (1.870 ft), (1991–2020 normals, extremes 1971–2010) | Dữ liệu khí hậu của Tĩnh Vũ, elevation 570 m (1.870 ft), (1991–2020 normals, extremes 1971–2010) | Dữ liệu khí hậu của Tĩnh Vũ, elevation 570 m (1.870 ft), (1991–2020 normals, extremes 1971–2010) | Dữ liệu khí hậu của Tĩnh Vũ, elevation 570 m (1.870 ft), (1991–2020 normals, extremes 1971–2010) |
| Tháng                                                                                            | 1                                                                                                | 2                                                                                                | 3                                                                                                | 4                                                                                                | 5                                                                                                | 6                                                                                                | 7                                                                                                | 8                                                                                                | 9                                                                                                | 10                                                                                               | 11                                                                                               | 12                                                                                               | Năm                                                                                              |
| ------------------------------------------------------------------------------------------------ | ------------------------------------------------------------------------------------------------ | ------------------------------------------------------------------------------------------------ | ------------------------------------------------------------------------------------------------ | ------------------------------------------------------------------------------------------------ | ------------------------------------------------------------------------------------------------ | ------------------------------------------------------------------------------------------------ | ------------------------------------------------------------------------------------------------ | ------------------------------------------------------------------------------------------------ | ------------------------------------------------------------------------------------------------ | ------------------------------------------------------------------------------------------------ | ------------------------------------------------------------------------------------------------ | ------------------------------------------------------------------------------------------------ | ------------------------------------------------------------------------------------------------ |
| Cao kỉ lục °C (°F)                                                                               | 5.2 (41.4)                                                                                       | 12.1 (53.8)                                                                                      | 21.7 (71.1)                                                                                      | 29.1 (84.4)                                                                                      | 31.9 (89.4)                                                                                      | 33.4 (92.1)                                                                                      | 34.3 (93.7)                                                                                      | 32.9 (91.2)                                                                                      | 28.5 (83.3)                                                                                      | 27.9 (82.2)                                                                                      | 18.9 (66.0)                                                                                      | 10.1 (50.2)                                                                                      | 34.3 (93.7)                                                                                      |
| Trung bình ngày tối đa °C (°F)                                                                   | −7.7 (18.1)                                                                                      | −3.5 (25.7)                                                                                      | 3.5 (38.3)                                                                                       | 13.1 (55.6)                                                                                      | 20.2 (68.4)                                                                                      | 24.4 (75.9)                                                                                      | 26.7 (80.1)                                                                                      | 25.8 (78.4)                                                                                      | 21.0 (69.8)                                                                                      | 13.4 (56.1)                                                                                      | 2.6 (36.7)                                                                                       | −5.7 (21.7)                                                                                      | 11.2 (52.1)                                                                                      |
| Trung bình ngày °C (°F)                                                                          | −16.7 (1.9)                                                                                      | −12.0 (10.4)                                                                                     | −3.1 (26.4)                                                                                      | 6.3 (43.3)                                                                                       | 13.2 (55.8)                                                                                      | 18.1 (64.6)                                                                                      | 21.3 (70.3)                                                                                      | 20.0 (68.0)                                                                                      | 13.4 (56.1)                                                                                      | 5.4 (41.7)                                                                                       | −4.1 (24.6)                                                                                      | −13.5 (7.7)                                                                                      | 4.0 (39.2)                                                                                       |
| Tối thiểu trung bình ngày °C (°F)                                                                | −24.2 (−11.6)                                                                                    | −20.0 (−4.0)                                                                                     | −9.7 (14.5)                                                                                      | −0.6 (30.9)                                                                                      | 5.9 (42.6)                                                                                       | 11.8 (53.2)                                                                                      | 16.4 (61.5)                                                                                      | 15.1 (59.2)                                                                                      | 6.9 (44.4)                                                                                       | −1.3 (29.7)                                                                                      | −10.1 (13.8)                                                                                     | −20.4 (−4.7)                                                                                     | −2.5 (27.5)                                                                                      |
| Thấp kỉ lục °C (°F)                                                                              | −41.9 (−43.4)                                                                                    | −40.0 (−40.0)                                                                                    | −31.4 (−24.5)                                                                                    | −16.0 (3.2)                                                                                      | −8.4 (16.9)                                                                                      | 0.0 (32.0)                                                                                       | 6.4 (43.5)                                                                                       | 1.3 (34.3)                                                                                       | −6.5 (20.3)                                                                                      | −17.1 (1.2)                                                                                      | −32.5 (−26.5)                                                                                    | −38.8 (−37.8)                                                                                    | −41.9 (−43.4)                                                                                    |
| Lượng Giáng thủy trung bình mm (inches)                                                          | 7.8 (0.31)                                                                                       | 12.8 (0.50)                                                                                      | 24.1 (0.95)                                                                                      | 40.0 (1.57)                                                                                      | 81.4 (3.20)                                                                                      | 120.4 (4.74)                                                                                     | 191.8 (7.55)                                                                                     | 175.0 (6.89)                                                                                     | 58.6 (2.31)                                                                                      | 38.5 (1.52)                                                                                      | 30.4 (1.20)                                                                                      | 13.3 (0.52)                                                                                      | 794.1 (31.26)                                                                                    |
| Số ngày giáng thủy trung bình (≥ 0.1 mm)                                                         | 9.7                                                                                              | 8.1                                                                                              | 9.9                                                                                              | 10.1                                                                                             | 13.8                                                                                             | 16.3                                                                                             | 16.2                                                                                             | 15.4                                                                                             | 9.8                                                                                              | 10.0                                                                                             | 10.9                                                                                             | 11.2                                                                                             | 141.4                                                                                            |
| Số ngày tuyết rơi trung bình                                                                     | 12.9                                                                                             | 10.8                                                                                             | 12.1                                                                                             | 5.5                                                                                              | 0.4                                                                                              | 0                                                                                                | 0                                                                                                | 0                                                                                                | 0.1                                                                                              | 3.5                                                                                              | 11.4                                                                                             | 14.7                                                                                             | 71.4                                                                                             |
| Độ ẩm tương đối trung bình (%)                                                                   | 69                                                                                               | 65                                                                                               | 62                                                                                               | 57                                                                                               | 63                                                                                               | 74                                                                                               | 81                                                                                               | 83                                                                                               | 78                                                                                               | 69                                                                                               | 71                                                                                               | 71                                                                                               | 70                                                                                               |
| Số giờ nắng trung bình tháng                                                                     | 167.8                                                                                            | 179.5                                                                                            | 210.3                                                                                            | 210.3                                                                                            | 228.3                                                                                            | 213.5                                                                                            | 196.4                                                                                            | 199.1                                                                                            | 208.5                                                                                            | 192.2                                                                                            | 151.1                                                                                            | 147.0                                                                                            | 2.304                                                                                            |
| Phần trăm nắng có thể                                                                            | 57                                                                                               | 60                                                                                               | 57                                                                                               | 52                                                                                               | 50                                                                                               | 47                                                                                               | 43                                                                                               | 47                                                                                               | 56                                                                                               | 57                                                                                               | 52                                                                                               | 52                                                                                               | 53                                                                                               |
| Nguồn 1: China Meteorological Administration                                                     |                                                                                                  |                                                                                                  |                                                                                                  |                                                                                                  |                                                                                                  |                                                                                                  |                                                                                                  |                                                                                                  |                                                                                                  |                                                                                                  |                                                                                                  |                                                                                                  |                                                                                                  |
| Nguồn 2: Weather China                                                                           |                                                                                                  |                                                                                                  |                                                                                                  |                                                                                                  |                                                                                                  |                                                                                                  |                                                                                                  |                                                                                                  |                                                                                                  |                                                                                                  |                                                                                                  |                                                                                                  |                                                                                                  |